# Chubby Checker
Chubby Checker, pseudonimo di Ernest Evans (Spring Gulley, 3 ottobre 1941), è un cantautore statunitense, famoso per aver dato origine al twist.

## Biografia
Iniziò come cantante di rock and roll.
Nel 1960 lanciò un pezzo di rock dal ritmo nuovo: The Twist, che raggiunse subito un'enorme notorietà.
Nel 1988 The Twist viene ripreso insieme con The Fat Boys e raggiunge la prima posizione in Germania e Svizzera, la quarta in Olanda, la quinta in Austria e la settima in Svezia e Nuova Zelanda.
Il suo brano più importante che lo ha reso famoso è Let's Twist Again; molto noto è anche il brano Limbo Rock, che dalla sua pubblicazione viene spesso usato come sottofondo quando si danza il limbo, tipico ballo originario dell'isola di Trinidad.

## Vita privata
Si è sposato nel 1964 con Catharina Lodders, che era stata Miss Mondo nel 1962.
Chubby ha una figlia, Mistie, che ha militato come ala anche nella WNBA, la lega femminile di basket americano professionistico.

## Riconoscimenti
- Young Hollywood Hall of Fame[1]

## Canzoni famose di Chubby Checker
- The Twist (1960) - prima posizione nella Billboard Hot 100 e rientra in prima nel 1962 per 2 settimane e sesta in Olanda
- Let's Twist Again (1961)
- Pony Time (1961) - prima posizione nella Billboard Hot 100 per 3 settimane
- Limbo Rock (1962)
- Twist it up (1963)
- Let's Limbo Some More (1963)